# Mario Granbassi
Mario Granbassi (Trieste, 13 maggio 1907 – guerra di Spagna, 3 gennaio 1939) è stato un militare e giornalista italiano, insignito della medaglia d'oro al valor militare alla memoria nel corso della guerra di Spagna.

## Biografia
Nacque a Trieste, allora parte dell'Impero austro-ungarico, il 13 maggio 1907, figlio di Mario e Maria Berni. La famiglia, il cui cognome originario era Niederkorn (dal 1928 verrà adottata la forma "tradotta" in Granbassi, pseudonimo con cui egli firmò i suoi primi articoli giornalistici), era di lontana origine lussemburghese. Compì gli studi presso il ginnasio liceo "Gian Rinaldo Carli" a Pisino, conclusi nel 1926, e poi si laureò in scienze economiche e commerciali all’università di Trieste nel 1934. Già nel 1926 era stato assunto presso il giornale Il Piccolo su decisione del direttore Rino Alessi. Come giornalista si distinse particolarmente tanto che nel 1931 ne divenne il capocronista. Nel 1930 sposò la signorina Fernanda Gasparini, da cui ebbe due figli, Mariagrazia (1934), e Gianfranco (1937).
Nel 1931 iniziò la collaborazione con Radio Trieste, che fu inaugurata ufficialmente il 28 ottobre dello stesso anno, dove si distinse come conversatore e radiocronista. A Radio Trieste per vari anni condusse, con il nome di "Mastro Remo", una rubrica per ragazzi, "Il cantuccio di Mastro Remo", che fu molto seguita. Nel 1934, per i ragazzi, fondò anche un giornalino a colori, che intitolò "Mastro Remo".
Ammesso a frequentare il corso Allievi Ufficiali di Complemento degli alpini presso la scuola di Bassano del Grappa, ottenne la nomina a sottotenente e nel 9º Reggimento alpini prestò il servizio di prima nomina dal marzo al settembre del 1936. Volle partecipare ad ogni costo alla guerra di Spagna, per aderire sempre più completamente all'ideale fascista. Il 9 luglio 1938, si imbarcò a Civitavecchia per Cadice e da questa data in poi, fino al 3 gennaio 1939, giorno della sua morte al fronte, annotò e fermò sulla carta pensieri, emozioni, speranze. Messo a disposizione del comando generale della Milizia Volontaria Sicurezza Nazionale (MVSN) con il grado di sottocapomanipolo, raggiunse il 1° Reggimento fanteria d’assalto “Frecce Azzurre”.
Il 3 gennaio 1939, sul fronte di Catalogna, rimase ferito ad un braccio nel primo sbalzo della Divisione e venne medicato sommariamente al posto si soccorso avanzato. Non volle essere mandato nelle retrovie, e alla testa del suo plotone cadde colpito a morte. Per onorarne il coraggio fu decretata la concessione della medaglia d'oro al valor militare.
Insignito della Medalla militar dal governo spagnolo, il suo corpo fu successivamente tumulato presso il tempio ossario di Saragozza, assieme a quelli di tutti i caduti italiani in terra iberica, legionari e repubblicani.

## Pubblicazioni
- Mastro Remo si confessa, Cappelli, Bologna, 1932.